# USS Little Rock (CL-92)
Pour les autres navires du même nom, voir USS Little Rock.
L'USS Little Rock (CL-92/CLG-4/CG-4) est un croiseur léger de classe Cleveland de l'United States Navy, l'un des 27 unités achevés pendant ou peu après la Seconde Guerre mondiale, et l'un des six à être converti en croiseurs lance-missiles. Il est le premier navire de l'US Navy à porter le nom de Little Rock, en Arkansas.

## Historique
Mis en service à la mi-1945, il a été achevé trop tard pour servir au combat pendant la Seconde Guerre mondiale et a été retiré après-guerre, faisant partie de la flotte de réserve de l'Atlantique en 1949.
À la fin des années 1950, il a été converti en croiseur lance-missiles de classe Galveston, retirant ses canons arrière de six pouces et cinq pouces pour accueillir le système de missiles Talos. Comme trois autres de ses navires frères Cleveland convertis en navires lance-missiles, il a également été largement modifié pour devenir un navire amiral. Cela impliquait le retrait de la plupart de son armement avancé pour permettre une superstructure agrandie et a été remis en service en 1960 sous le nom de 'CLG-4 (rebaptisé CG-4 en 1975). Dans cette configuration, il a servi en Méditerranée, souvent en tant que navire amiral de la Sixième flotte.

## Préservation
Il a été désarmé définitivement en 1976 et est maintenant un navire-musée  au sein du Buffalo and Erie County Naval & Military Park.

## Galerie

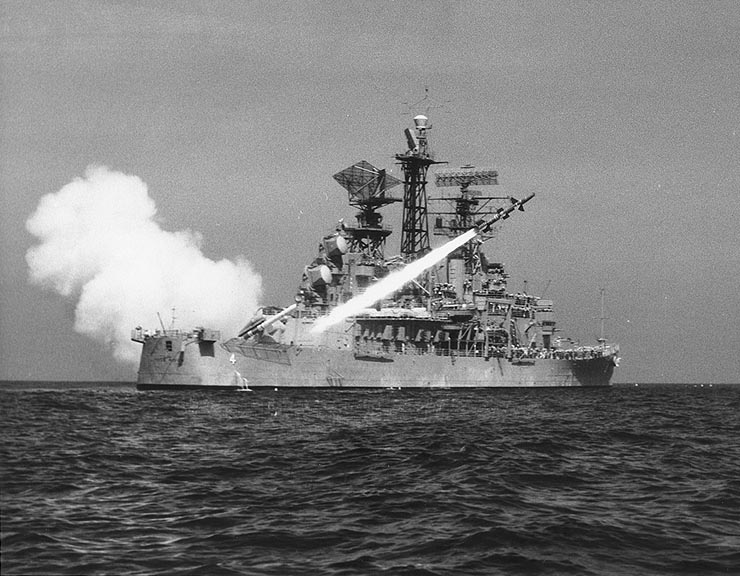
Lancement d'un missile.
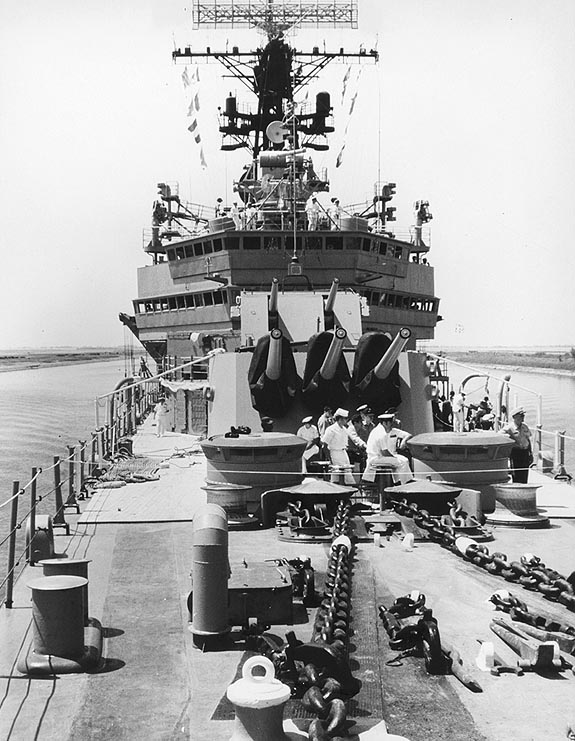
En 1975.
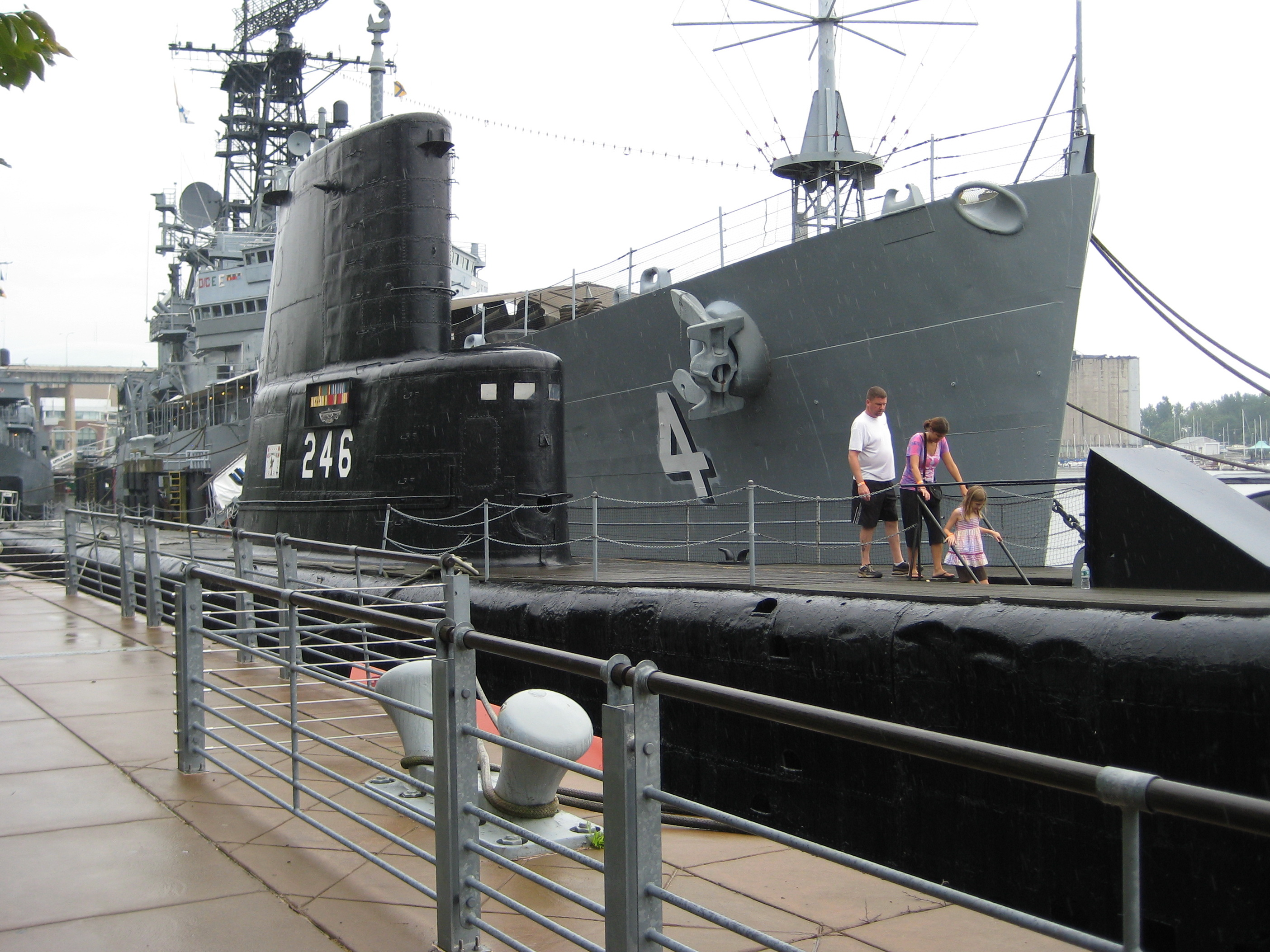
Au musée maritime.